# Слави Алексиев
Слави Цветков Алексиев (Здравко, Туриста) е деец на БРП (к). Участник в комунистическото съпротивително движение по време на Втората световна война. Български партизанин от Бъркашката партизанска чета.

## Биография
Слави Алексиев е роден на 30 август 1914 в с. Марица, Самоковско. Семейството се преселва в гр. Плевен през 1925 г. Завършва Плевенската мъжка гимназия. Активен член на РМС(1932). За политическа дейност е интерниран в Кърджали, Чирпан и Несебър.
Студент специалност славянска филология в Софийския университет (1939). Член на БОНСС.
Участва в комунистическото съпротивително движение по време на Втората световна война. Член на Окръжното ръководство на БРП (к) в Плевен и ръководител на военната организация (1941). Застрашен от арест излиза в нелегалност през септември 1941 г. Създател на Бъркашката, Вълчитрънската и Махленската партизанска чета. Командир на Плевенския оперативен район на Единадесета Плевенска въстаническа оперативна зона на НОВА.
На 14 февруари 1944 г. попада в обкръжение заедно с Цветан Спасов в къщата на ятака Бочо Станчев в Плевен. В ожесточената престрелка загива Бочо Станчев, а Слави Алексиев и Цветан Спасов се самоубиват с последните си патрони.